# Lophelia pertusa
Lophelia pertusa es una especie de coral de agua fría, de la familia Caryophylliidae y el orden Scleractinia. Es la única especie del género Lophelia aceptada por el Registro Mundial de Especies Marinas.
Es el coral de agua fría más común y se encuentra a lo largo y ancho de los mares y océanos, especialmente en aguas frías. 
Aunque la especie se conocía desde hace siglos, no se ha empezado a estudiar hasta hace poco debido a las dificultades de exploración de las profundidades oceánicas. Por tanto muchos aspectos biológicos son todavía desconocidos. L. pertusa se reproduce por pólipos. Estos pólipos forman colonias, que en agregaciones conforman arrecifes de coral, gracias a un esqueleto de aragonito que los propios pólipos fabrican. 

## Morfología
El cáliz de su coralito, o esqueleto, mide 12 mm de diámetro. La especie presenta hasta 66 septos, con bordes internos sinuosos y caras casi lisas, que están fuertemente exertos y dispuestos irregularmente en tres o cuatro ciclos. No tiene columela ni lóbulos paliformes. 
Los coralitos están conectados por ramas cilíndricas de muy densa periteca, o pared exterior, que con frecuencia se anastomosan, dando un aspecto arbustivo a la colonia coralina.
Los pólipos son translúcidos, de color rosa, blanco o amarillo; y tienen hasta 50 tentáculos granulados y retráctiles.

## Hábitat y distribución
Es una especie semi-cosmopolita. Se encuentran en todos los océanos y casi todas las latitudes, a excepción de los polos. En el Atlántico islandés, en el Mar del Norte y en la costa nórdica, existen grandes concentraciones de este coral. En las islas noruegas de Lofoten se encuentra el mayor arrecife construido por L. pertusa, con unas dimensiones de 35 por 3 kilómetros. En el año 2010 esta especie fue registrada por primera vez en Uruguay durante un crucero de investigación en el talud continental, en el marco de un convenio entre el Gobierno de Uruguay y el Gobierno de España, a bordo del barco español B/O Miguel Oliver. 
Localizado mayoritariamente en aguas profundas, en montañas y lomas marinas, y sin mucha iluminación. Se fija sobre sustratos blandos, raramente sobre rocas.
Vive entre 39 y 3.600 metros de profundidad, con mayor frecuencia entre los 200 y 400 m. Su rango de temperaturas oscila entre los 1.11 y 25.28 °C, aunque normalmente aparece en zonas de menos de 4 °C, en aguas profundas del Atlántico y el Pacífico.

## Alimentación
Se nutren del plancton que atrapan con sus tentáculos, ya que carecen de algas zooxantelas, y absorbiendo materia orgánica disuelta del agua.

## Reproducción
Producen larvas pelágicas que navegan en estado planctónico, antes de desarrollarse en pólipos que se fijan al sustrato y secretan aragonita para construir un esqueleto calcáreo, el coralito.
Como la mayoría de los corales, también se reproducen asexualmente, mediante la gemación de cada pólipo en dos o más nuevos pólipos, generando así la colonia coralina.

## Conservación
Los arrecifes construidos por L. pertusa son una compleja estructura biológica que crea un ambiente muy favorable para muchas especies marinas de agua fría y templada. En un arrecife de Lophelia al oeste de Noruega, se encontraron 256 especies asociadas a 19 kg de coral, la mayoría colonizando las partes muertas de la colonia, las bases y su interior; esta cifra se compara favorablemente con la encontrada en arrecifes coralinos tropicales. En un estudio sobre los arrecifes de agua fría se inventariaron 980 especies diferentes de invertebrados marinos asociados a los mismos, incluyendo foraminíferos, esponjas, cnidarios, gusanos, ofiuros, crustáceos, moluscos, y erizos de mar. Al tiempo, estas estructuras sirven de oasis en las profundidades marinas, y sirven de refugio a especies de peces, hasta 25 especies diferentes, de las cuales 17 son de importancia comercial, y suponen el hábitat para el 82% de las poblaciones de estas especies.
En estas zonas la eficiencia de pesca es notablemente más alta que en áreas adyacentes, y los organismos alcanzan mayores tallas debido a la alta concentración de especies que albergan como alimento para los peces.
En Canadá, Noruega y Nueva Zelanda, este coral y los arrecifes que construye han sido severamente afectados, debido a que los pescadores "limpian" el fondo con cadenas, destruyendo las colonias, y posteriormente inician las labores de pesca. Se considera que del 30% al 50% de los arrecifes de esos países han sido afectados, y que al menos tardará un siglo su recuperación.
La especie no ha sido evaluada por la UICN, pero en cuanto al comercio internacional, se encuentra incluida en el Apéndice II de CITES. Los países exportadores son: Gran Bretaña, Cañada, Estados Unidos, Nueva Zelanda, Noruega, Suecia y Alemania.
Algunos países como Noruega, Irlanda, Reino Unido y los Estados Unidos han incluido sus corales de agua fría en zonas protegidas y áreas especiales de conservación. En el Reino Unido están protegidos por la United Kingdom Biodiversity Action Plan, que fue la respuesta del gobierno del Reino Unido al Convenio sobre la Diversidad Biológica celebrado en la Cumbre de la Tierra de Río de Janeiro, en 1992. El estado español ha propuesto la inclusión del Cañón de Avilés en la Red Natura 2000, como Lugar de Interés Comunitario, protegiendo este enclave marino donde se encuentra, entre otras especies de interés ecológico, un importante arrecife de L. pertusa.

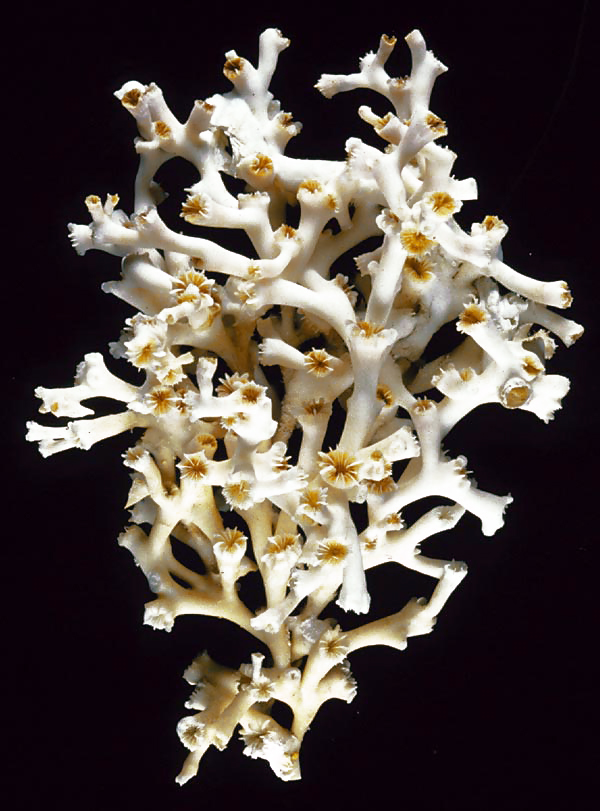
Corallum de Lophelia pertusa
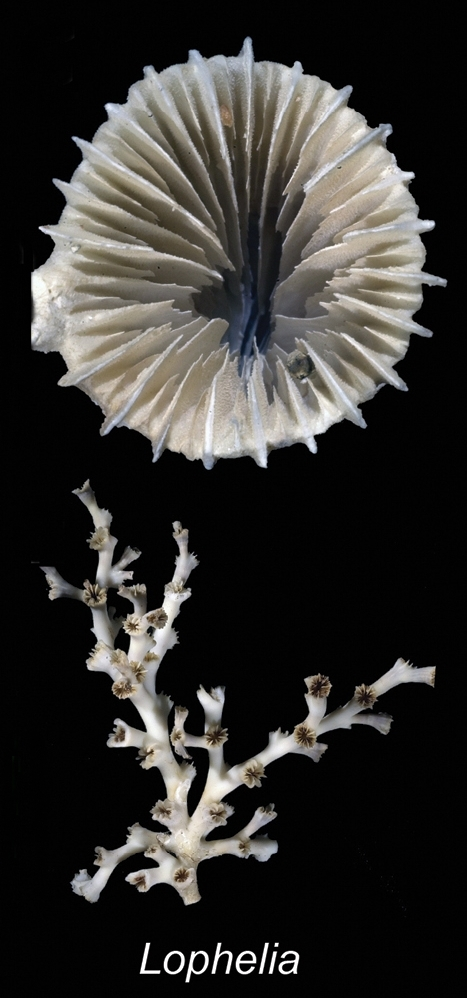
Vistas calicular y del corallum
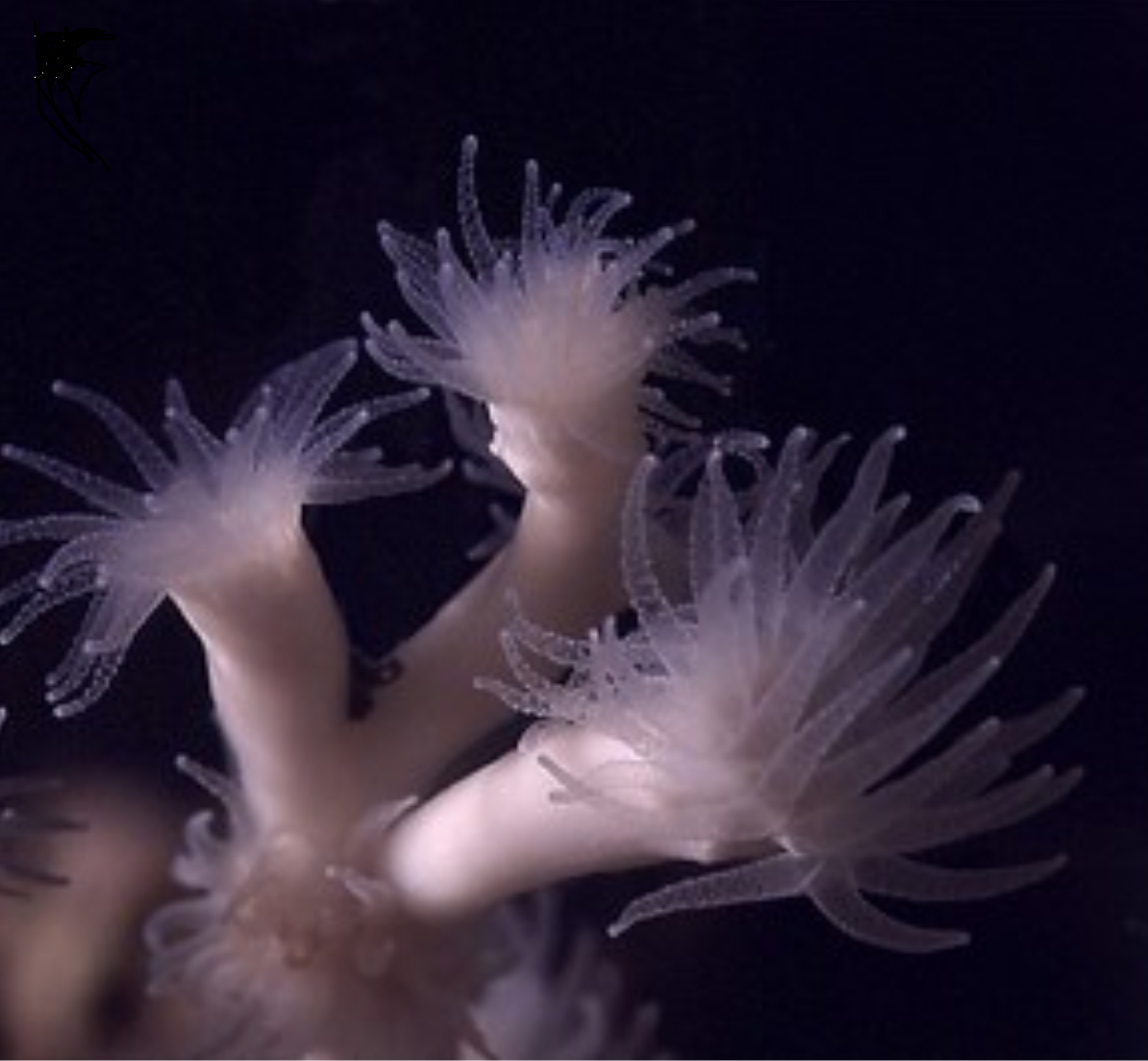
Pólipos de Lophelia pertusa con tentáculos extendidos
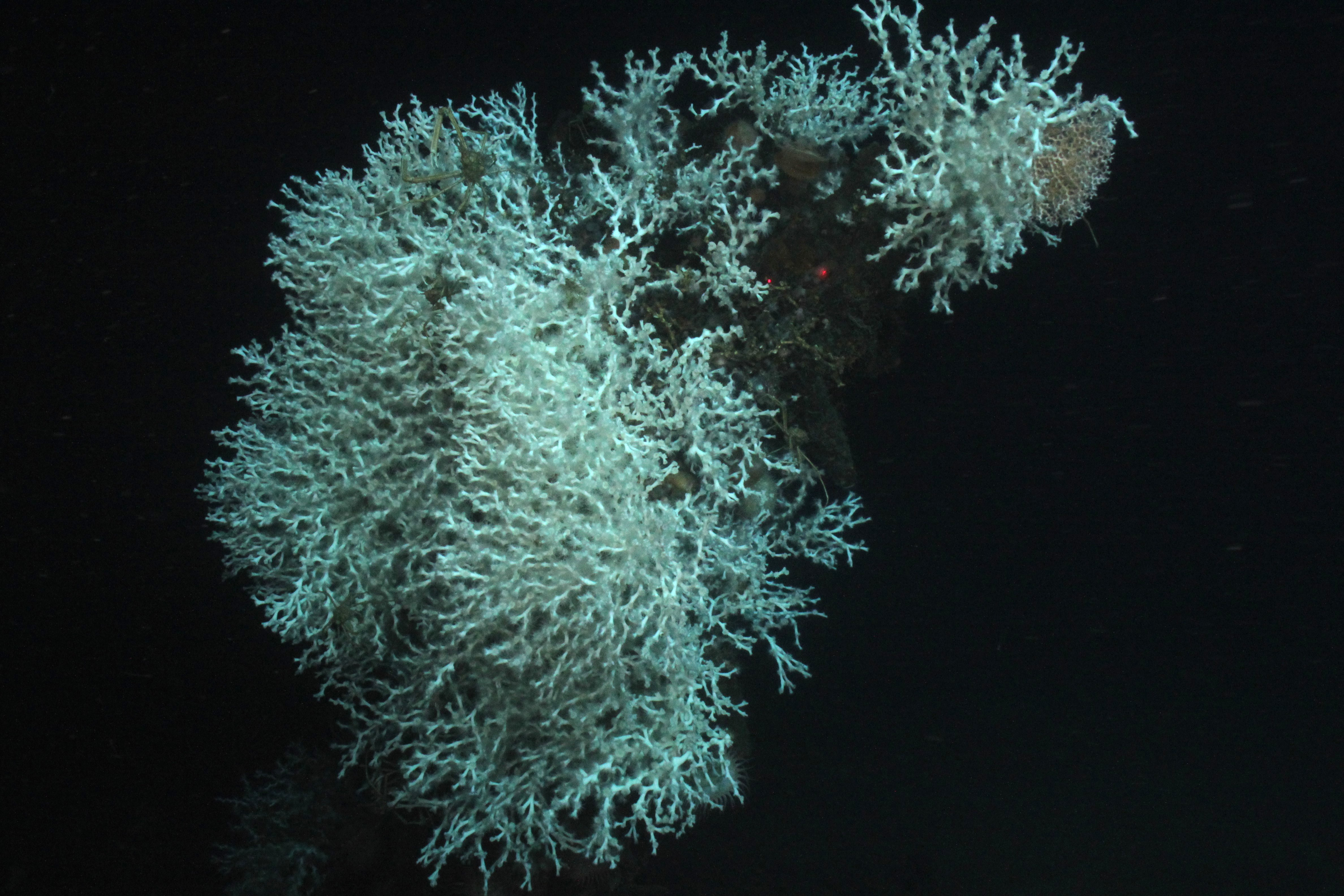
Colonias de Lophelia pertusa en el golfo de México, 2009.
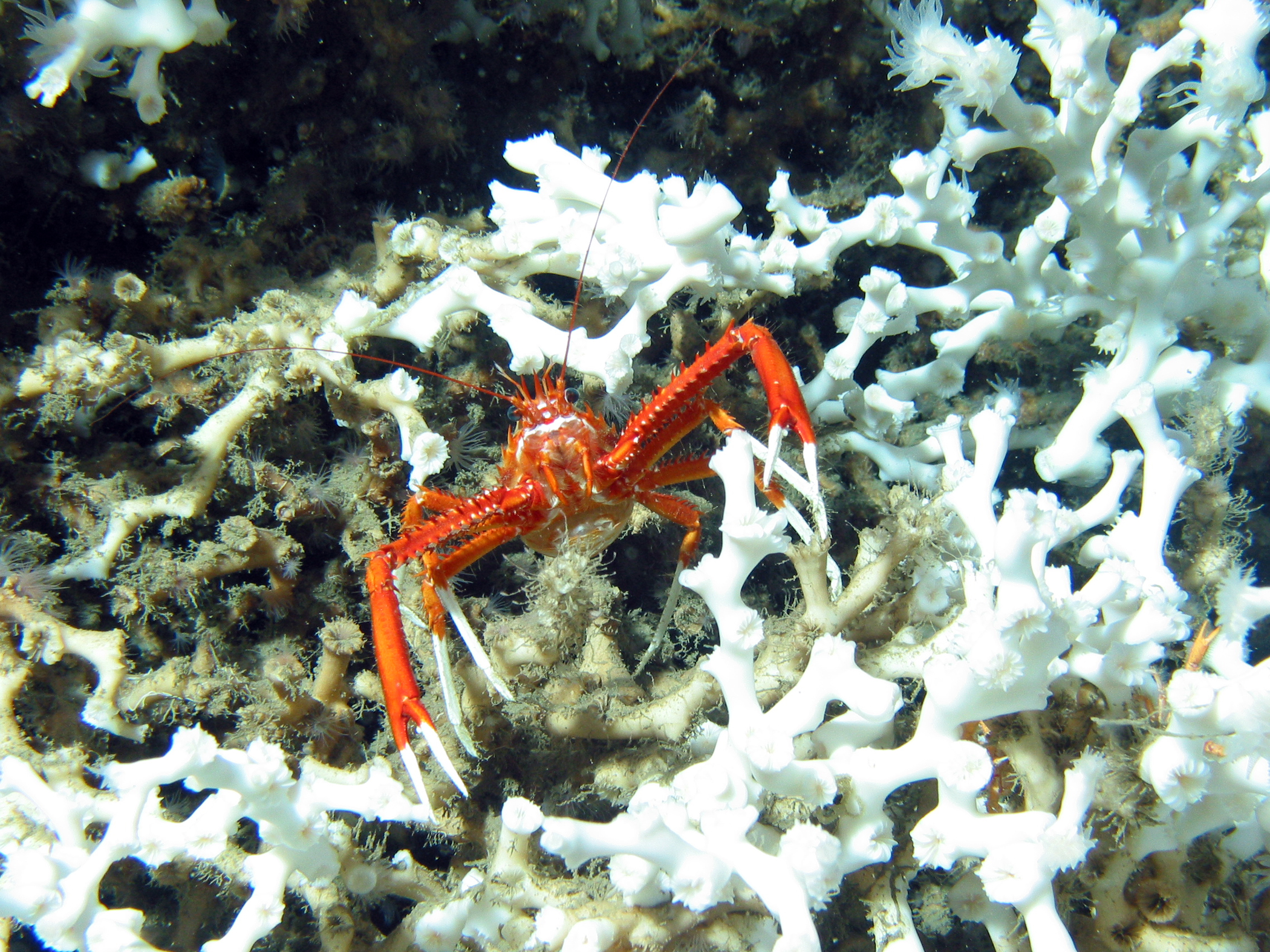
Eumunida picta en Lophelia pertusa
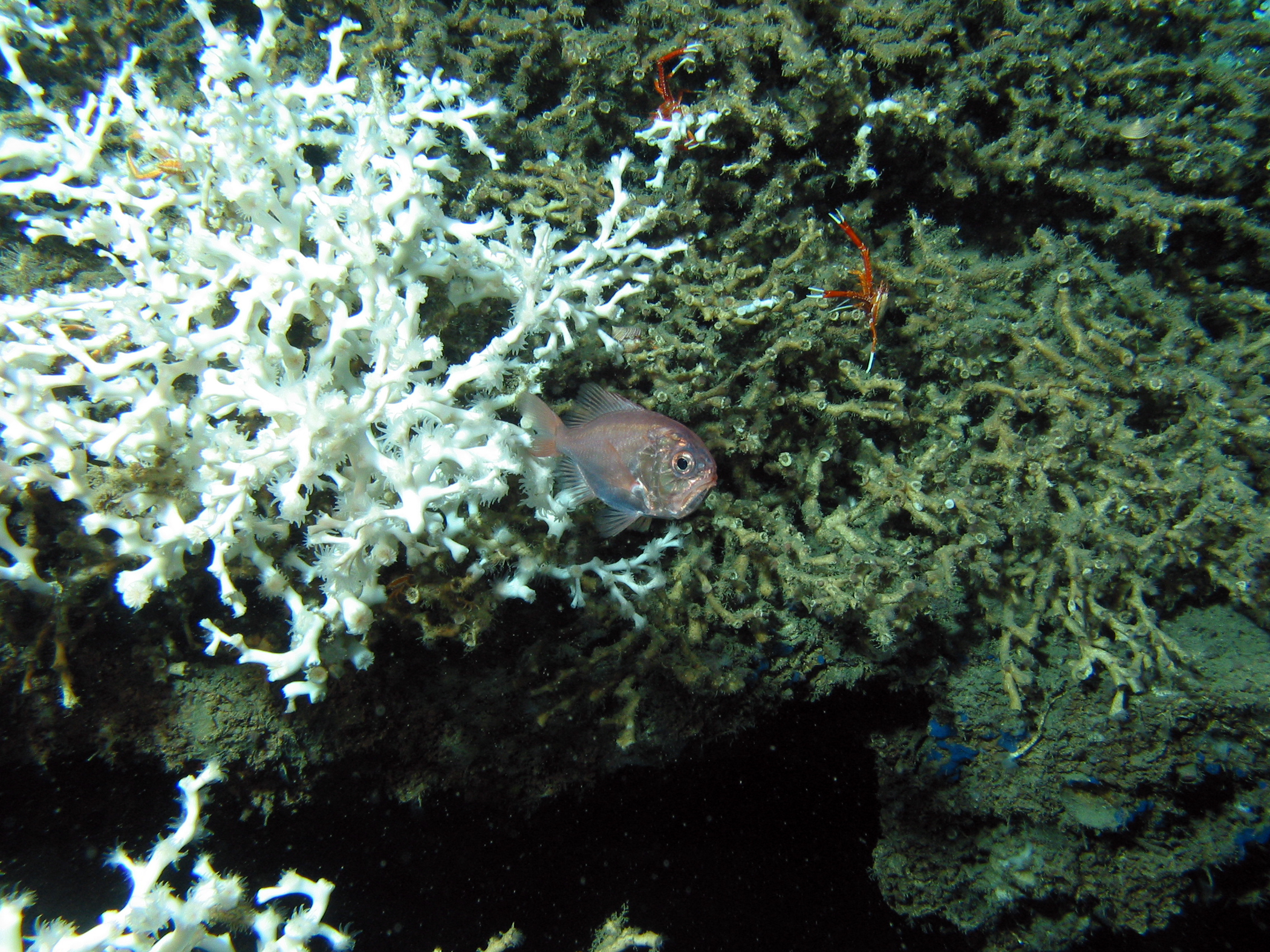
Hoplostethus occidentalis en Lophelia pertusa
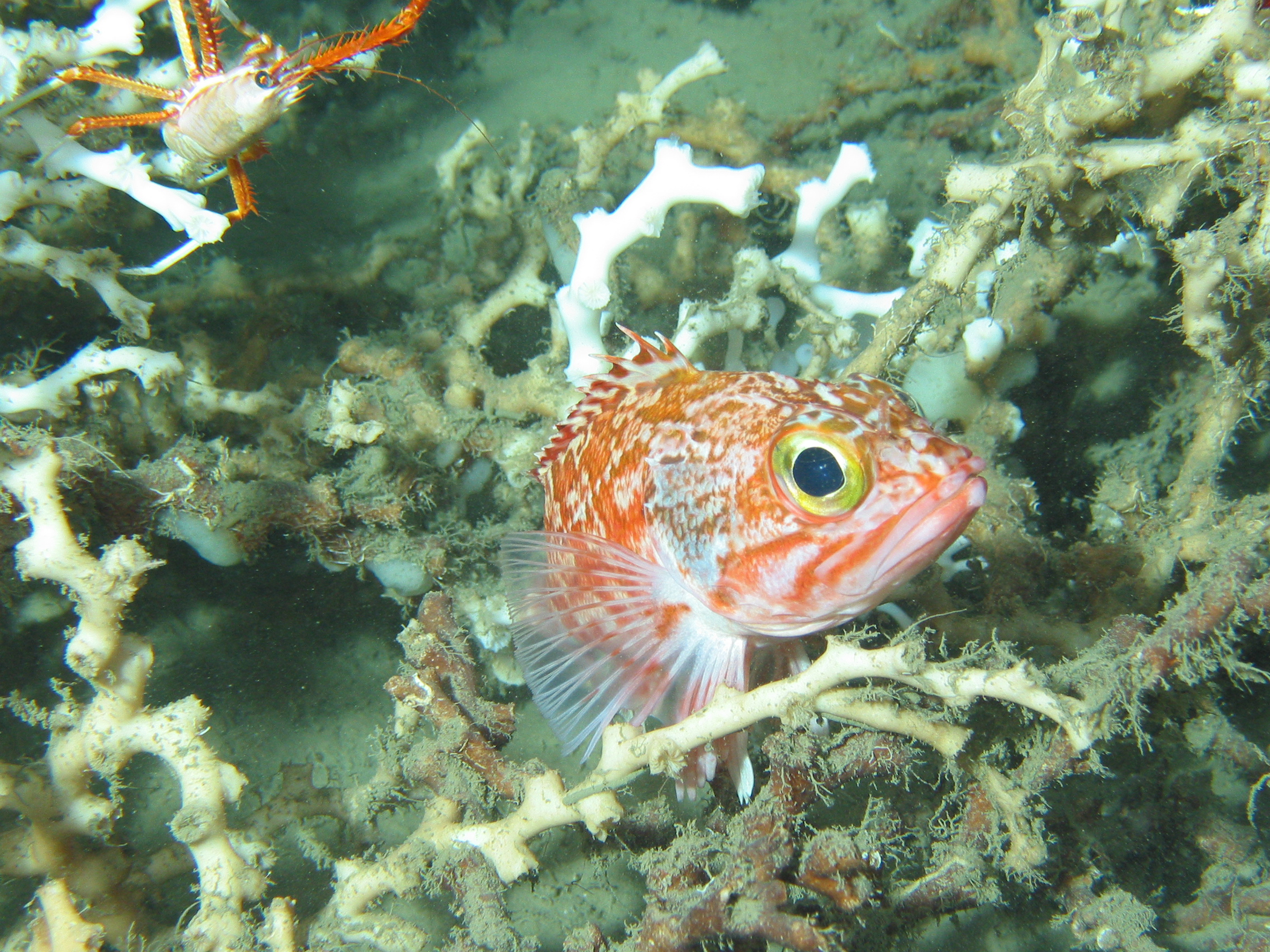
Eumunida picta y Helicolenus dactylopterus en Lophelia pertusa
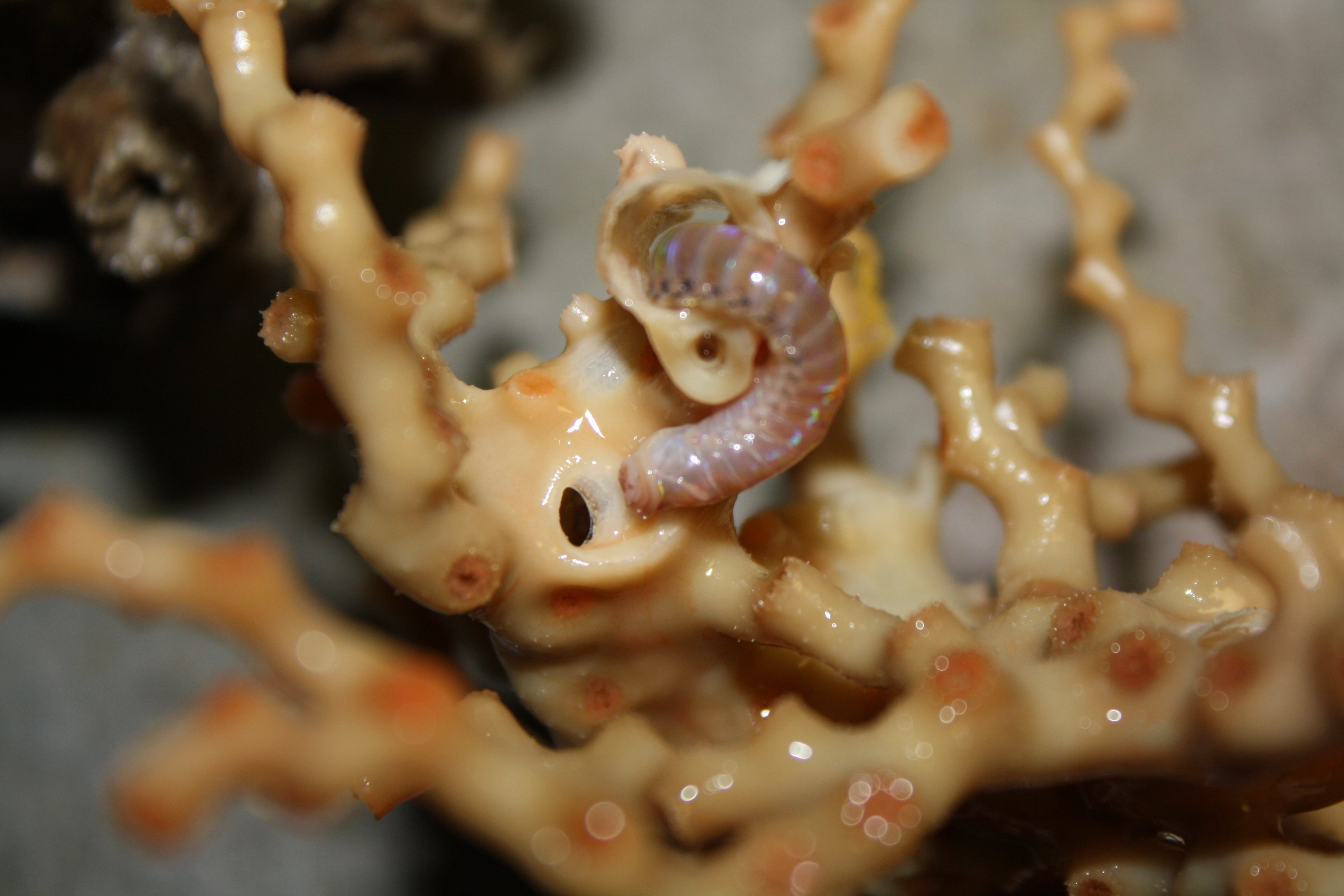
Eunice norvegica vive en simbiosis en el corallum de Lophelia pertusa